# Robert Furrer (Beamter)
Robert Furrer (* 8. Juni 1882 in Lüsslingen; † 9. September 1962 in Bern) war ein Schweizer Zollbeamter.

## Leben

### Familie
Robert Furrer stammte aus einfachen bäuerlichen Verhältnissen und war der Sohn des Landwirts Friedrich Furrer und dessen Ehefrau Maria (geb. Knörr).
Er war mit der Sängerin Gertrud Schneider aus Dussnang verheiratet, die unter anderem in Konzerten am Klavier von Fritz Brun begleitet wurde.
Robert Furrer wurde auf dem Bremgartenfriedhof in Bern beigesetzt; an der Beisetzung nahmen auch Oberzolldirektor Charles Lenz und Alt-Bundesrat Walther Stampfli teil.

### Werdegang
Robert Furrer begann nach dem Besuch der Kantonsschule Solothurn, weil ihm die finanziellen Mittel zu einem Universitätsstudium fehlten, 1903 eine Tätigkeit als Gehilfe 2. Klasse bei der Eidgenössischen Zollverwaltung. Er erhielt eine Zoll-Ausbildung in St. Gallen, Schaffhausen sowie Zürich. Später war er Leiter des eidgenössischen Zollfreilagers Zürich-Albisrieden.
1932 wurde er Inspektor 1. Klasse und 1940 zum Sektionschef der Oberzolldirektion befördert. Im September 1943 wurde er, als Nachfolger des verstorbenen Arnold Gassmann, zum Oberzolldirektor ernannt, dessen Stellvertreter er seit 1941 gewesen war.
1947 trat er in den Ruhestand. Sein Nachfolger wurde sein vormaliger Vertreter Ernst Widmer, der später eine vierjährige Haftstrafe verbüsste.

### Berufliches und militärisches Wirken
Robert Furrer war oberster Chef des Grenzwachtkorps und zuständig für die direkte Umsetzung der vom Eidgenössischen Justiz- und Polizeidepartement, vor allem von der Polizeiabteilung, erlassenen Weisungen für die Aufnahme und Rückweisung von Flüchtlingen an der Grenze; hierzu arbeitete er eng zusammen mit der Polizeiabteilung und deren damaligen Chef Heinrich Rothmund.
Als Major kommandierte er das Füsilierbataillon 90 in Solothurn; sein letzter Dienstgrad war Oberstleutnant.
Er war Mitglied des Verwaltungsrates des Hotels «Bellevue Palace» in Bern und seit Februar 1943 des Verwaltungsrats der Eidgenössischen Versicherungskasse für die eidgenössischen Beamten, Angestellten und Arbeiter (heute: Pensionskasse des Bundes) vertreten. Auch gehörte er ab Februar 1943 zum Vorstand der Schweizerischen Zentrale für Verkehrsförderung (heute: Schweizerische Verkehrszentrale).
Eine enge persönliche Freundschaft verband ihn mit dem Nationalrat Gottlieb Duttweiler, der kurze Zeit vor ihm verstarb sowie zu dem Politiker Hermann Obrecht.

## Mitgliedschaften
Robert Furrer, genannt «Ursel», war Mitglied in der Schülerverbindung «Wengia» und Ehrenmitglied der Schweizerischen Studentenverbindung «Helvetia».